# شعاويات
الشعاويات أو الشعاعيات أو بكتيريا شبيهة بالفطر أو الأكتينوبكتيريا (الاسم العلمي: Actinobacteria) هي مجموعة من البكتيريا إيجابية الغرام وهي طائفة من البكتيريا تتبع شعبة البكتيريا الشعاوية.

## صنوف
- شعاوات

## الخصائص
الاكتينوميسيتس : تتكون من هيفات طويلة رفيعة متفرعة غير مقسمة بجدر عرضية وتتكاثر بالكونيديا. وهي تعتبر مجموعة وسطية بين الفطريت الخيطية والبكتيريا حيث أنها وحيدة الخلية كالبكتيريا إلا انها خيطية أو شعاعية كالفطريات لذالك فهي تشترك مع المجموعتين السابقتين في كثير من الخواص مما يجعلها تنظم إليهما أحيانا في مجموعة واحدة وهي ما يطلق عليها بالفطريات الحقيقية True fungi وعموما ينمو الاكتينوميسيتس ببطء شديد حيث يفوق نموه جميع الأحياء الدقيقة الأخرى ولذلك فهو عادة ما يفرز في البيئة مواد ضارة لغيره وهي ما يطلق عليها حاليا بالمضادات الحيوية، والاكتينوميسيتس ليس لها تاثير يذكر على فساد الاغذية.